# Wallace Roney
Wallace Roney (25. května 1960 Filadelfie, Pensylvánie – 31. března 2020 Paterson, New Jersey) byl americký jazzový trumpetista.
Narodil se ve Filadelfii a studoval na Howard University, Berklee College of Music a Duke Ellington School of the Arts. Rovněž studoval u trumpetisty Milese Davise. Po jeho smrti hrál na trubku na tribute albu A Tribute to Miles. Během své kariéry spolupracoval s mnoha hudebníky, mezi které patří například Chick Corea, Ravi Coltrane, Mulgrew Miller, Dizzy Gillespie a Art Blakey. Jeho bratrem je saxofonista Antoine Roney.
Zemřel 31. března 2020 na komplikace spojené s infekční nemocí covid-19.